# Wang Pi-Cheng
Wang Pi-Cheng (chinesisch 王丕承; * 14. September 1900 in der Provinz Jiangxi; † 27. Februar 2003 in Westminster, Kalifornien) war ein chinesischer General und Militärattaché für die Republik China in der Sowjetunion.

## Leben
Wang graduierte 1924 von der Wuchang Normal University und trat danach in den Militärdienst ein, wo er in der Stabsabteilung tätig war. Er setzte seine Militärausbildung an Militärakademien in Japan und den USA fort. Von 1937 bis 1940 war er Militärattaché der Republik China in der Sowjetunion. Ab 1940 diente er in Chongqing im strategischen Zentrum der Chinesen während des Japanisch-Chinesischen Krieges. Wang war in der Delegation der Republik China bei der Kapitulation Japans auf dem US-Schlachtschiff Missouri im Jahre 1945. Nach dem Rückzug vor den Kommunisten auf die Insel Taiwan diente er der nationalistischen Regierung bis zu seinem Ruhestand 1974. 1978 siedelte Wang nach Kalifornien über, wo er die letzten 25 Jahre seines Lebens im Orange County verbrachte.
Er starb im Alter von 102 Jahren an Herz- und Nierenversagen.